# Aurin, Haute-Garonne
Aurin är en kommun i departementet Haute-Garonne i regionen Occitanien i södra Frankrike. Kommunen ligger i kantonen Lanta som tillhör arrondissementet Toulouse. År 2022 hade Aurin 340 invånare.

## Befolkningsutveckling
Antalet invånare i kommunen Aurin
Referens:INSEE